# Ersbodakyrkan
Ersbodakyrkan är en distriktskyrka i Umeå stadsförsamling i Luleå stift. Kyrkan byggdes samtidigt som övrig bebyggelse i Västra Ersboda centrum i Umeå och invigdes 10 oktober 1982. 

## Kyrkobyggnaden
Kyrkan är byggd i tegel med ett oregelbundet polygonalt plan. Kyrkorummet, som är sammanbyggt med en församlingsdel, är högre än övriga delar av byggnaden och är täckt av ett kopparklätt pulpettak. Byggnadens fasad är av tegel. En fristående klockstapel är placerad vid entrén. 
Kyrkorummets tak är klätt med obehandlad träpanel och stiger i höjd mot koret, där korväggen är utformad som ett ljusschakt. Kyrkorummets väggar är av tegel och golvet är lagt av keramiska plattor. Kyrkan har ingen bänkinredning. Arkitekt var Thorsten Åsbjer.